# Martin Koudelka
Martin Koudelka (11. února 1976) je bývalý český hokejista. Hrál na postu útočníka. Momentálně[kdy?] se věnuje výchově mladých hokejistu jako hokejový trenér v Pardubicích

## Hráčská kariéra
- 1991-1992 HC Pardubice - dor. (E)
- 1992-1993 HC Pardubice - jun. (E)
- 1993-1994 HC Pardubice - jun. (E)
- 1994-1995 HC Pardubice (E)
- 1995-1996 HC IPB Pojišťovna Pardubice (E)
- 1996-1997 HC IPB Pojišťovna Pardubice (E), HC Znojmo (2. liga)
- 1997-1998 HC IPB Pojišťovna Pardubice (E), HC České Budějovice (E)
- 1998-1999 HC IPB Pojišťovna Pardubice (E)
- 1999-2000 HC IPB Pojišťovna Pardubice (E)
- 2000-2001 HC IPB Pojišťovna Pardubice (E), HC Dukla Jihlava (1. liga)
- 2001-2002 HC Senators (1. liga), HC Žďár nad Sázavou (2. liga)
- 2002-2003 HC JME Znojemští Orli (E), HC Havířov Panthers (E), HC eDsystem Rosice Senators (1. liga)
- 2003-2004 HC Slovan Ústečtí Lvi (1. liga)
- 2004-2005 HC Slovan Ústečtí Lvi (1. liga)
- 2005-2006 HC VČE Hradec Králové (1. liga)
- 2006-2007 HC VČE Hradec Králové (1. liga)
- 2007-2008 HC VCES Hradec Králové (1. liga)
- 2008-2009 HC Moeller Pardubice (E), HC VCES Hradec Králové (1. liga)
- 2009-2010 HC VCES Hradec Králové (1. liga)
- 2010-2011 HC Oceláři Třinec (E), HC VCES Hradec Králové (1. liga)
- 2010-2011 HC Oceláři Třinec,
- 2011-2012 HC VCES Hradec Králové (1. liga), HC Oceláři Třinec (E)
- 2012/2013 BK Mladá Boleslav
- 2013/2014 HC Stadion Litoměřice
- 2014/2015 HC Litomyšl

## Reprezentace
| Rok                       | Tým                       | Soutěž                    | Z | G | A | B | TM |
| ------------------------- | ------------------------- | ------------------------- | - | - | - | - | -- |
| 1996                      | Česko 20                  | MSJ                       | 5 | 1 | 2 | 3 | 2  |
| Juniorská kariéra celkově | Juniorská kariéra celkově | Juniorská kariéra celkově | 5 | 1 | 2 | 3 | 2  |